# Liquide de Ringer
Pour les articles homonymes, voir Ringer.

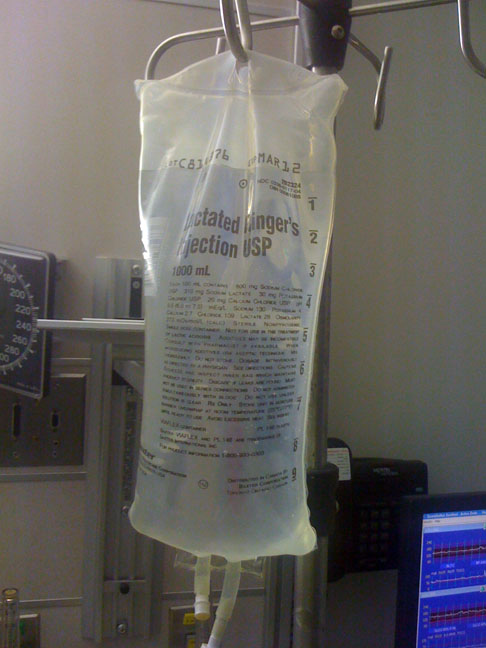
Administration intraveineuse de la solution de Ringer.

Le liquide de Ringer est une solution physiologique créée par Sydney Ringer.
Cette solution est composée de chlorure de sodium, de potassium et de calcium. Un organe animal plongé dans ce liquide reste en vie. Sydney Ringer a été le premier scientifique à l'avoir utilisé. La soluté de Ringer a été inventée dans les années 1880 et du lactate a été ajouté dans les années 1930.

## Composition
Un litre de liquide de Ringer contient :
- 130 mEq d'ion sodium = 130 mmol ;
- 110 mEq d'ion chlorure = 110 mmol ;
- 30 mEq de lactate = 30 mmol ;
- 4 mEq d'ion potassium = 4 mmol ;
- 3 mEq d'ion calcium = 1,5 mmol.

En général, le sodium, le chlorure, le potassium et le lactate proviennent de NaCl (chlorure de sodium), NaC3H5O3 (lactate de sodium), CaCl2 (chlorure de calcium), et KCl (chlorure de potassium).
En fonction des fabricants, on observe de légères variations de composition du liquide de Ringer. Dès lors, le terme de liquide de Ringer ne correspondra pas exactement avec une formulation précise.
Bien que son pH soit de 6,5, il s'agit d'une solution alcalinisante.

## Utilisations
Il est parfois préféré au NaCl à 0,9 % car il contient d'autres ions utiles. Son effet alcalinisant est notamment mis à profit car la perfusion intervient fréquemment dans un contexte où le patient est en acidose. Les K+ qu'il contient tempèrent l'hypokaliémie engendré par la dilution.